# 畠山重忠
畠山 重忠（はたけやま しげただ）は、平安時代末期から鎌倉時代初期の武将。鎌倉幕府の有力御家人。
源頼朝の挙兵に際して当初は敵対するが、のちに臣従して治承・寿永の乱で活躍、知勇兼備の武将として常に先陣を務め、幕府創業の功臣として重きをなした。しかし、頼朝の没後に実権を握った初代執権・北条時政の謀略によって謀反の疑いをかけられて一族もろとも滅ぼされた（畠山重忠の乱）。館は、鎌倉筋替橋の東南。
存命中から武勇の誉れ高く、その清廉潔白な人柄で「坂東武士の鑑」と称された。

## 生涯

### 頼朝への臣従
畠山氏は坂東八平氏の一つである秩父氏の一族で、武蔵国男衾郡畠山郷（現在の埼玉県深谷市畠山）を領し、同族には江戸氏、河越氏、豊島氏などがある。多くの東国武士と同様に畠山氏も源氏の家人となっていた。父の重能は平治の乱で源義朝が敗死すると、平家に従って20年に亘り忠実な家人として仕えた。
治承4年（1180年）8月17日に義朝の三男・源頼朝が以仁王の令旨を奉じて挙兵した。この時、父・重能が大番役で京に上っていたため領地にあった17歳の重忠が一族を率いることになり、平家方として頼朝討伐に向かった。23日に頼朝は石橋山の戦いで大庭景親に大敗を喫して潰走、相模国に出陣した畠山勢は24日に鎌倉の由比ヶ浜で頼朝と合流できずに引き返してきた三浦氏一族と合戦になった。三浦氏は多々良義春とその郎従の石井五郎らの犠牲を出しながらも本拠地の三浦に戻ったが、畠山勢は重忠の郎従50余人が梟首され武蔵国へ退却、重忠はこの会稽の恥をすすがんがため、三浦氏を襲おうと秩父一族で武蔵検校職の河越重頼に援軍の要請をする。要請に応じた河越重頼に江戸重長も加わり、武蔵国の武士団数千騎を率いて、26日に三浦氏の本拠である衣笠城を攻め、27日一人城に残った母方の祖父である老齢の三浦義明を討ち取った（衣笠城合戦）。
9月、頼朝は安房国で再挙し、千葉常胤、上総広常らを加えて2万騎以上の大軍に膨れ上がって房総半島を進軍し、武蔵国に入った。10月4日、重忠は河越重頼、江戸重長とともに長井渡しで頼朝に帰伏した。『源平盛衰記』によると重忠は先祖の平武綱が八幡太郎義家より賜った白旗を持って帰参し、頼朝を喜ばせたという。重忠は先陣を命じられて相模国へ進軍、頼朝の大軍は抵抗を受けることなく鎌倉に入った。
重忠は御家人に列し、頼朝の大倉御所への移転や鶴岡八幡宮の参詣の警護などの『吾妻鏡』の記事に重忠の名が見える。また、養和元年（1181年）7月の鶴岡八幡宮社殿改築の上棟式で工匠に馬を賜る際に源義経とともに馬を曳いている。この頃に重忠は頼朝の舅の北条時政の娘を妻に迎えている。だが、この時期の重忠は父の重能がいまだに平家方にあったこともあり、必ずしも頼朝の信任を得ていなかったとする見方もある。また、同じ秩父一族の中でも小山田氏が重用されて畠山氏は待遇面で格差をつけられるなど、頼朝が一族間で待遇に格差をつけて内部分断を図ったとする見方もある。

### 治承・寿永の乱での活躍

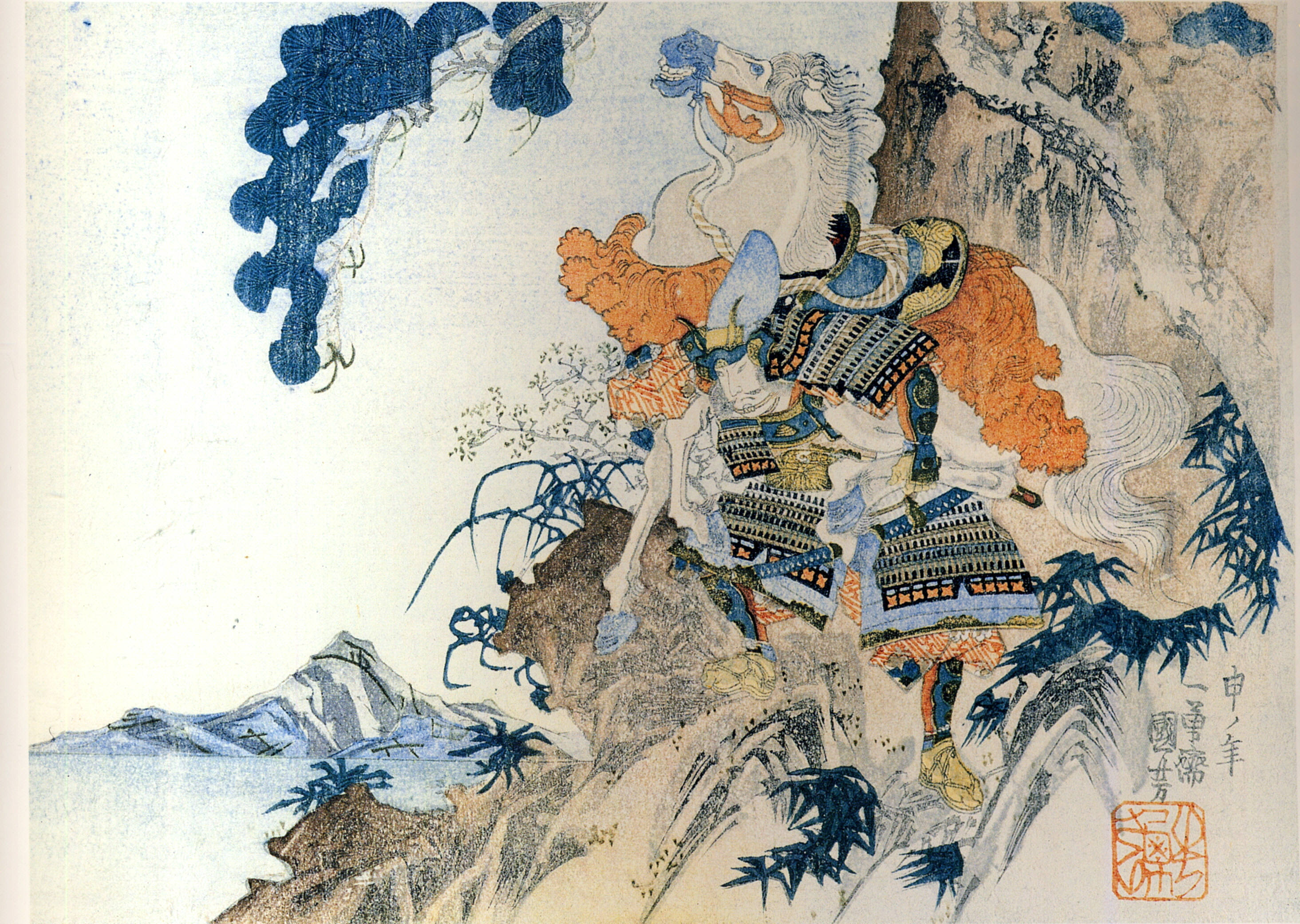
鵯越えで馬を背負う重忠。画：歌川国芳、江戸時代

寿永2年（1183年）、平家を追い払って京を支配していた源義仲と頼朝が対立し、頼朝は弟の源範頼と義経に6万騎を与えて近江国へ進出させた。翌・寿永3年（1184年）正月、鎌倉軍と義仲軍が宇治川と勢多で衝突。『平家物語』『源平盛衰記』には、義経の搦手に属していた重忠が丹党500騎を率い、馬筏を組んで真っ先に宇治川を押し渡ったが、馬を射られて徒歩になってしまい、同じく馬を流された烏帽子子の大串重親がすがりついてきたため大力の重忠は重親を掴んで対岸に放り投げた。対岸で立ち上がった重親は大声で徒歩立ちの先陣の名乗りを上げ、敵や味方のどちらからも笑われたという話がある
『平家物語』によると、義仲軍を撃破した義経は京に入り、後白河法皇の御所へ駆けつけ、重忠は義経らとともに後白河法皇に御簾越しに拝謁して名乗りを上げている。『源平盛衰記』では重忠は三条河原で義仲の愛妾の女武者・巴御前と一騎討ちを演じ、怪力で巴の鎧の袖を引きちぎり、巴は敵わないと見て逃げ出している。この宇治川の戦いで範頼、義経の鎌倉軍は勝利し、義仲は滅びた。
2月、範頼と義経は摂津国福原（現在の兵庫県神戸市）まで復帰していた平家を討つべく京を発向。重忠は範頼の大手に属している。『平家物語』では義経の搦手に属し、これを基に話を膨らませた『源平盛衰記』では鵯越の逆落としで大力の重忠は馬を損ねてはならずと馬を背負って坂を駆け下っている。一ノ谷の戦いで鎌倉軍は大勝して、平家は讃岐国屋島へと逃れている。
その後、頼朝は範頼に大軍を預けて中国・九州へ遠征させているが、信用に足る史料である『吾妻鏡』ではこの軍の中に重忠の名は見当たらない。また、『源平盛衰記』では義経の軍に属して屋島の戦いを戦っているが、軍記物語だけに信頼性は低い。
元暦2年（1185年）3月、義経は壇ノ浦の戦いで平家を滅ぼした。

### 幕府創業の功臣
その後、頼朝と義経は対立し、義経は京で挙兵するが失敗して逃亡。義経の舅の河越重頼は連座して誅殺され、重頼の持っていた武蔵留守所惣検校職を重忠が継承した。
文治2年（1186年）、義経の愛妾の静御前が頼朝の命で鶴岡八幡宮で白拍子の舞を披露したとき、重忠は銅拍子を打って伴奏を務めている。
文治3年（1187年）、重忠が地頭に任ぜられた伊勢国沼田御厨で彼の代官が狼藉をはたらいたため、重忠の身柄は千葉胤正に囚人として預けられた。これを恥じた重忠は絶食してしまう。頼朝は重忠の武勇を惜しみ赦免するが、重忠が一族とともに武蔵国の菅谷館へ戻ると侍所所司の梶原景時がこれを怪しみ謀反の疑いありと讒言した。頼朝は重臣を集めて重忠を討つべきか審議した。小山朝政が重忠を弁護し、とりあえず、下河辺行平が使者として派遣されることになった。行平から事情を聞いた重忠は悲憤して自害しようとするが、行平がこれを押しとどめて鎌倉で申し開きするよう説得した。
景時が取り調べにあたり、起請文を差し出すように求めるが、重忠は「自分には二心がなく、言葉と心が違わないから起請文を出す必要はない」と言い張った。これを景時が頼朝に取り次ぐと、頼朝は何も言わずに重忠と行平を召して褒美を与えて帰した。
文治5年（1189年）夏の奥州合戦で先陣を務める。阿津賀志山の戦いで、三浦義村、葛西清重らが陣を抜け出して抜け駆けをしようとした。これを知った重忠の郎党が注進するが、「先陣を賜っている以上は功績はすべて自分のものである。先登をせんと張り切っている者たちを止めるのは武略の本意ではあるまい」と悠然としていた。この戦いで重忠は勝利し、藤原泰衡は平泉を焼いて逃亡し、奥州藤原氏は滅びた。
戦後処理で梶原景時が泰衡の郎党の由利八郎を取り調べたが、景時が傲慢不遜な態度であったために八郎は頑としてこれに応じなかった。頼朝は重忠に取り調べに当たるよう命じ、重忠は礼を尽くして接し、これに感じ入った八郎は取り調べに素直に応じ、「先ほどの男（景時）とは雲泥の違いである」と言った（良い警官・悪い警官）。
奥州合戦の功により、陸奥国葛岡郡地頭職に任ぜられた。葛岡郡は狭小の地だが、重忠は異を唱えなかった。と『吾妻鏡』にあるが、陸奥国に「葛岡」なる郡はない。玉造郡の「葛岡」なる地名にあてたり、「長岡郡」の誤写と見る説などがあるが、不明である。
建久元年（1190年）に頼朝が上洛した際は先陣を務め、右近衛大将拝賀の随兵7人の内に選ばれて参院の供奉をした。
建久4年（1193年）に武蔵国の丹党（南西部）と児玉党（北西部）の両武士団の間に確執が生じ、合戦になる直前にまでおちいった際には、それを聞きつけ、仲裁に入り、和平をさせ、国内の開戦を防いだ（この時、児玉党の本宗家は庄家長と考えられる）。
正治元年（1199年）正月、頼朝の死去に際し、重忠は子孫を守護するように遺言を受けたという。同年10月、結城朝光が「忠臣は二君に仕えず」と発言したのを梶原景時が将軍・源頼家を誹謗したと讒言。これを知った三浦義村、和田義盛らが怒り、諸将66名による景時弾劾の連判状が作られ、重忠もこれに名を連ねている。景時は鎌倉を追放され、翌正治2年（1200年）に追討を受けて滅びた（梶原景時の変）。
建仁3年（1203年）の比企能員の変では重忠は北条氏に味方して比企氏一族を滅ぼしている。頼家は幽閉され、後に謀殺された。後継将軍には弟の源実朝が就き、執権の北条時政が実権を握った。

### 滅亡

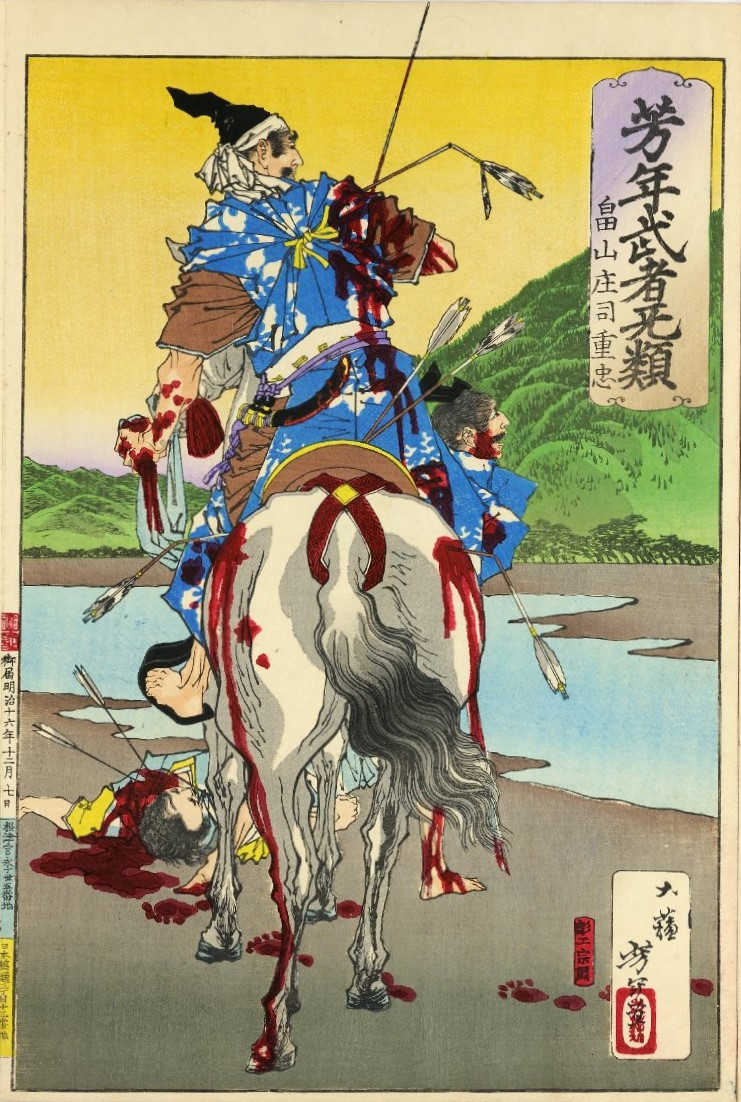
畠山庄司重忠　月岡芳年画「芳年武者无類」

だが比企氏滅亡後、上洛して京都守護となった娘婿の武蔵守平賀朝雅に代わって北条時政が武蔵国務を掌握するようになると、重忠と時政は鋭く対立するようになる。『明月記』元久元年（1204年）正月18日条によると、京で「時政が重忠と戦って敗北し山中に隠れた。大江広元がすでに殺されたとのことだ」という誤報が流れるなど、両者の対立は周知のこととなっていた。
同年11月、京の朝雅邸で、将軍実朝の妻となる坊門信清の娘を迎えるために上洛した御家人たちの歓迎の酒宴が行われた席で、重忠の息子の重保が朝雅と言い争いとなった。周囲の取りなしで収まったが、翌日には重保と共に上洛していた時政と牧の方の子政範が病で急死した。そして政範の埋葬と重保と朝雅の争いの報告が同時に鎌倉に届く。なお、『吾妻鏡』では実朝の正室を迎える使者として上洛した御家人の代表を政範1人としているが、『仲資王記』元久元年11月3日条によると時政もともに上洛していたことが確認される。
『島津家文書』によると、時政は重忠父子を勘当したが、翌元久2年（1205年）正月に千葉成胤のとりなしによって両者はいったん和解している。だが、これは一時的なものだった。同年6月、時政は重忠が謀反を企てたとして、息子の義時・時房に重忠討伐を諮り、『吾妻鏡』によると2人は「忠実で正直な重忠が謀反を起こす訳がない」とこれに反対するが、牧の方から問い詰められ、ついに同意したという。重忠の従兄弟の稲毛重成（時政の娘婿）が御所に上がり、重忠謀反を訴え、将軍実朝は重忠討伐を命じた。
なお、『吾妻鏡』におけるこの下りは、その後北条政子と義時が父時政を追放したという「背徳」を正当化する伏線となっている。1898年（明治31年）に原勝郎は、『吾妻鏡の性質及其史料としての價値』において「若同年閏七月の事變に際する二人の態度を考へば　始めに處女にして終りに脱兎たる者か　怪むべきの至なり　　換言すれば　かゝる矛盾を來す所以は　吾妻鏡の編者が強て義時を回護せんと欲するの念よりして　かゝる曲筆を弄するに至りしに外ならざるべし」と書いており、以降の『吾妻鏡』研究では曲筆の代表例とされる。
6月22日、鎌倉にいた重保は謀略をもって殺された。この時、重忠は「鎌倉に異変あり、至急参上されたし」との虚偽の命を受けて130騎ほどを率いて菅谷館を出て鎌倉に向かう途上にあった。武蔵国二俣川（現在の神奈川県横浜市旭区）で義時を大将軍とする数万騎が自分に差し向けられたことを知った重忠は覚悟を決め、わずかな兵で踏みとどまって義時の大軍を相手に奮戦。愛甲季隆に射られて討ち死にした。『愚管抄』には重忠に組み付いてくる者がいなかったため自害したと記されている。享年42。
合戦後、義時は送られてきた重忠の首を見て「年来合眼の昵を忘れず、悲涙禁じがたし」と悲嘆にくれた、そして、「謀反を企てることすでに虚誕」「讒訴によって誅戮に逢へる」と、重忠討伐を讒訴によるものと断じ、父時政の所行を糾弾したと『吾妻鏡』には記述されている。
重忠謀反を訴えた稲毛重成が大河戸行元によって殺害され、その子の小沢重政は宇佐美祐村に討たれた。さらに三浦義村が鎌倉にいた重成の弟の榛谷重朝父子を討った。人望のあった重忠を殺したことで、時政と牧の方は御家人たちから憎しみを受けることになり、同年閏7月に牧氏事件が起こり、時政と牧の方は失脚して伊豆国へ追放され、平賀朝雅は殺された。
事件の背景には、武蔵武士団の首領である畠山氏と、武蔵守である朝雅を後見する北条氏による有力国武蔵支配を巡る衝突があり、また、時政の先妻の子・義時と、後妻の娘婿・朝雅の北条家内の対立があったものと考えられる。
重忠旧領と畠山の名跡は足利義兼の庶長子・足利義純が重忠の未亡人（時政女）と婚姻し、継承した。これによって畠山氏は源姓として存続することになる。なお、義純が婚姻した女性は重忠の未亡人（時政女）ではなく、重忠と時政女との間に生まれた女性であるとの説もある。
埼玉県比企郡嵐山町には重忠の居館だった菅谷館の跡とされるものがあり、空堀などの遺構が残されている。ただし、現在残っているのは戦国時代の後北条氏のものであると言われる。
衣笠城にほど近い神奈川県三浦郡葉山町には、畠山という標高205mほどの山があり、衣笠城攻めの折に重忠が布陣した場所と伝えられている。

## 人物
『愚管抄』によると、重忠はどんなに暑い時でも、傍らの者があぐらを組むことができないほど謹直な人物であったと評されている。

## 伝説
- 重忠は戦死の直前に「我が心正しかればこの矢にて枝葉を生じ繁茂せよ」と矢箆を地に突きさした。やがてこの矢は自然に根付き、年々2本ずつ生えて茂り続けて「さかさ矢竹」と呼ばれるようになったという。
- 重忠は豪勇な人とも知られており、鵯越の戦いでは自分の馬『三日月』を使って崖を駆け下りた時に、三日月を怪我させるに忍びないとして三日月を自分の背中に担ぎ、自分で崖を駆け降りたという。重忠をモチーフにした深谷市のゆるキャラ『しげただくん』は三日月を背負った（着ぐるみでは三日月が兜にしがみついた）デザインとなっている。
- 重忠は鎌倉街道の宿場町・国分寺の傾城、夙妻太夫（あさづまたゆう）を気に入り恋仲となった。しかし、平家追討のため西国へ旅立つことになる。重忠の帰りを待ち続ける夙妻太夫に横恋慕する男が重忠のことを諦めさせるため西国で討ち死にしたと嘘を言った。これを信じ悲しんだ夙妻太夫は、遊女街近くの池（姿見の池）に身投げをした。その死を悲しんだ村人は墓標として松を植える[13]。平家追討を終え西国から戻ってきた重忠は夙妻太夫の死を知り悲しみ供養のために寺を建立、阿弥陀如来立像を安置し夙妻太夫の魂を慰めるために金仏を造らせて弔ったとされる[14]。東京都国分寺市には、この伝説から名が付けられたとされる「恋ヶ窪」という地名と、姿見の池がある[15]。池は昭和40年代に埋め立てられたが、平成11年に池を再生し公園として整備されている。

## 後世の評価
鎌倉幕府北条氏による後年の編纂書『吾妻鏡』において梶原景時が悪人と断じられているのとは対照的に、畠山重忠は賛美した記事が目立っている。『吾妻鏡』における重忠擁護、重忠の過剰な賛美記事は、父北条時政を追放し、武蔵国の英雄を滅ぼした義時（得宗家）弁護のための作為と考えられている。
後世、重忠は良識的、模範的な人間としての評価を確立した。『吾妻鏡』ばかりでなく『源平盛衰記』『義経記』でも、模範的な武士として描かれ、流布本の『曽我物語』では曾我兄弟を讒言から救う恩人として登場する。これらの書物は江戸時代に普及してよく読まれたことから重忠の人気も高まり、『曽我物語』などの影響を受けた浄瑠璃作品でも重忠は好人物として描かれる。謡曲『大仏供養』を基盤として作成された『出世景清』においては、常に頼朝に忠誠を尽くす模範的武士と紹介され、重忠を討とうと人足に化けた悪七兵衛景清を喝破する役として登場する。『伽羅先代萩』においては、悪役の梶原景時を喝破する寛大で公正な人物として登場し、『ひらかな盛衰記』においては、敵の巴御前や樋口兼光らから知勇兼備、仕草の立派な武士と称えられる人物として描かれている。後の時代では梶原景時が讒言を用いて同僚を陥れる悪徳的な人物として描かれるのとは対照的に、重忠は優れた武将、かつ誠実で思いやりのある人格者として描かれていた。

## 画像集

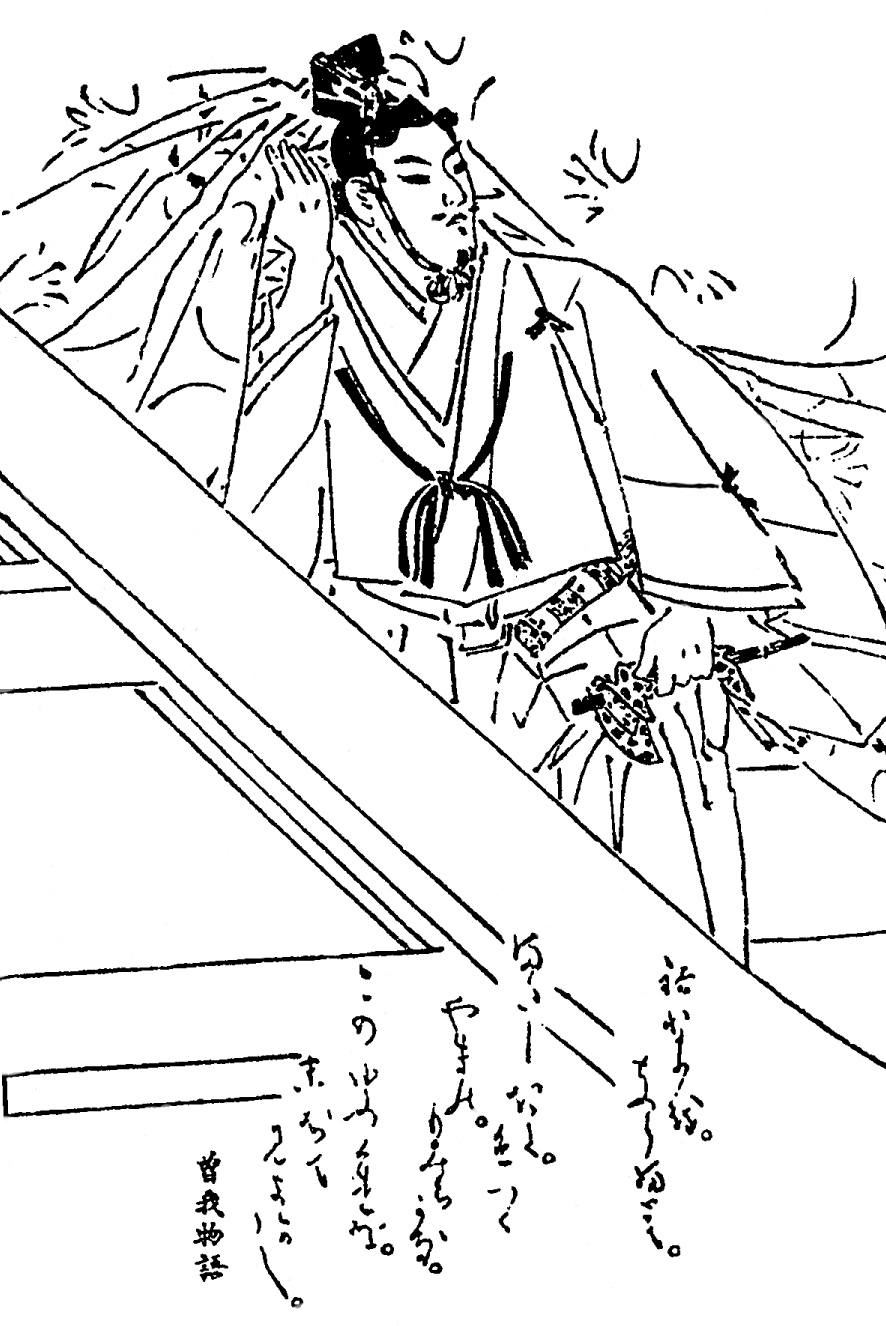
前賢故実の畠山重忠（菊池容斎の肖像画）
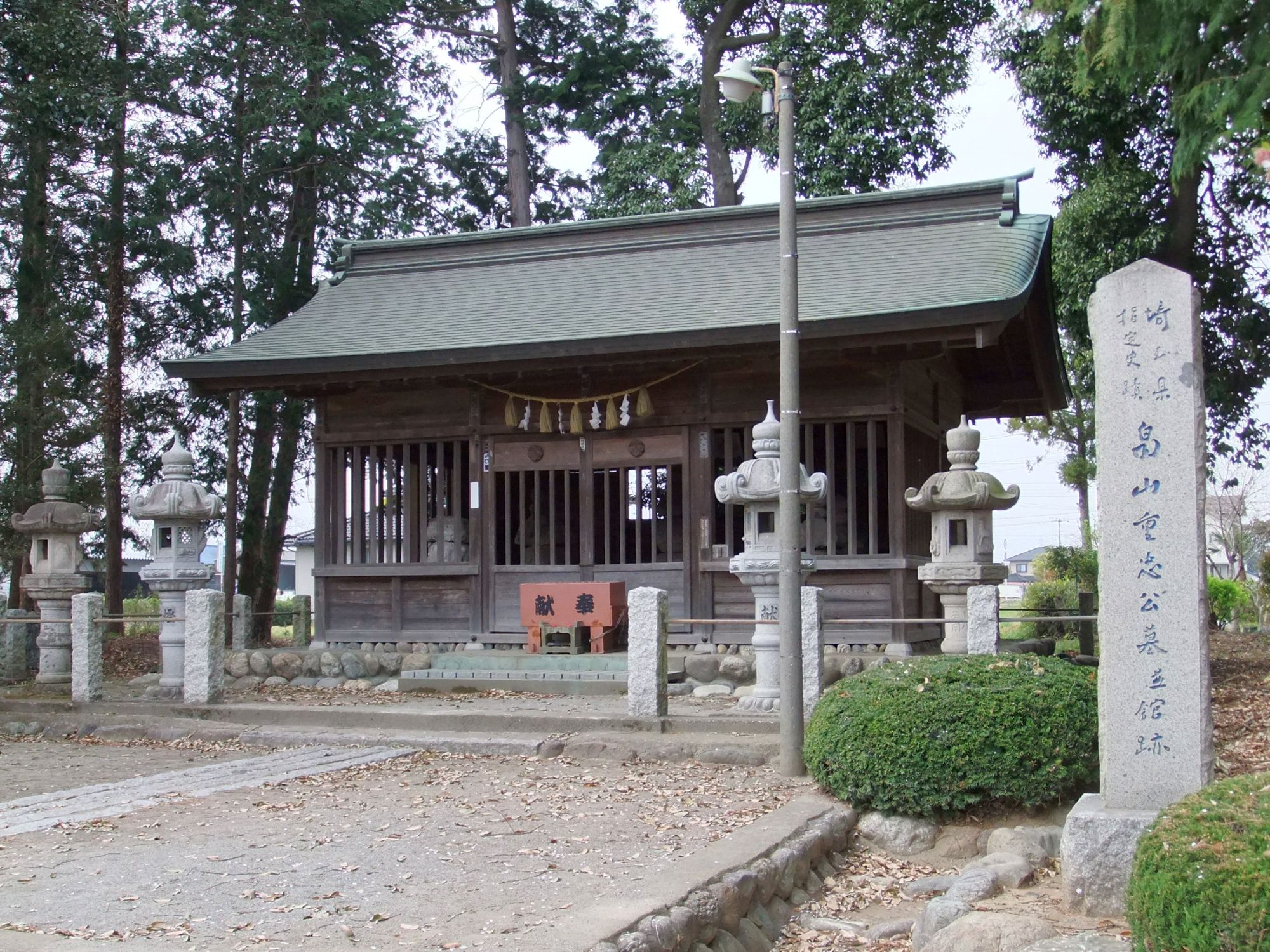
畠山重忠公墓所（埼玉県深谷市・畠山重忠公史跡公園）
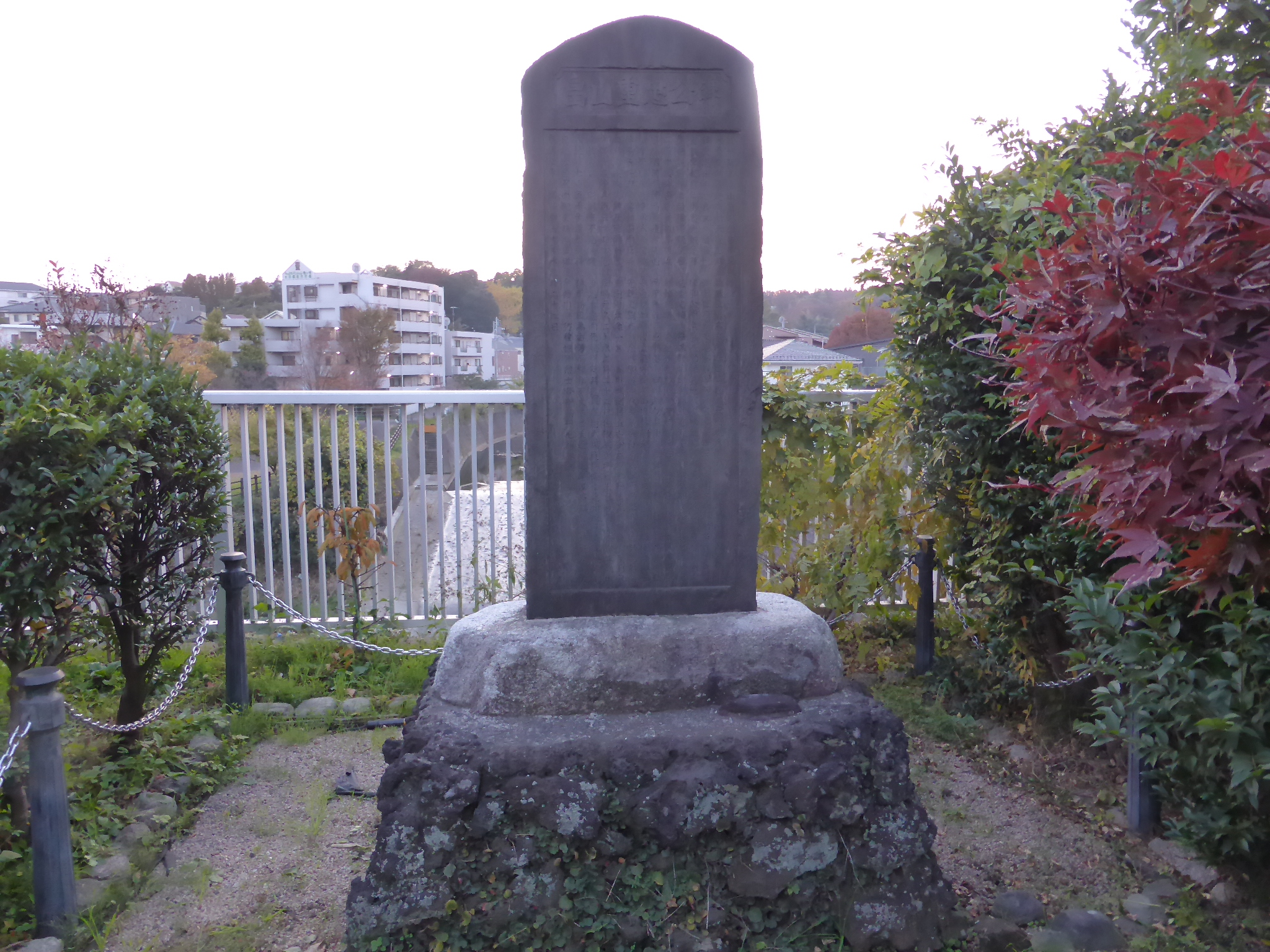
畠山重忠公碑（神奈川県横浜市・旭区役所近く）
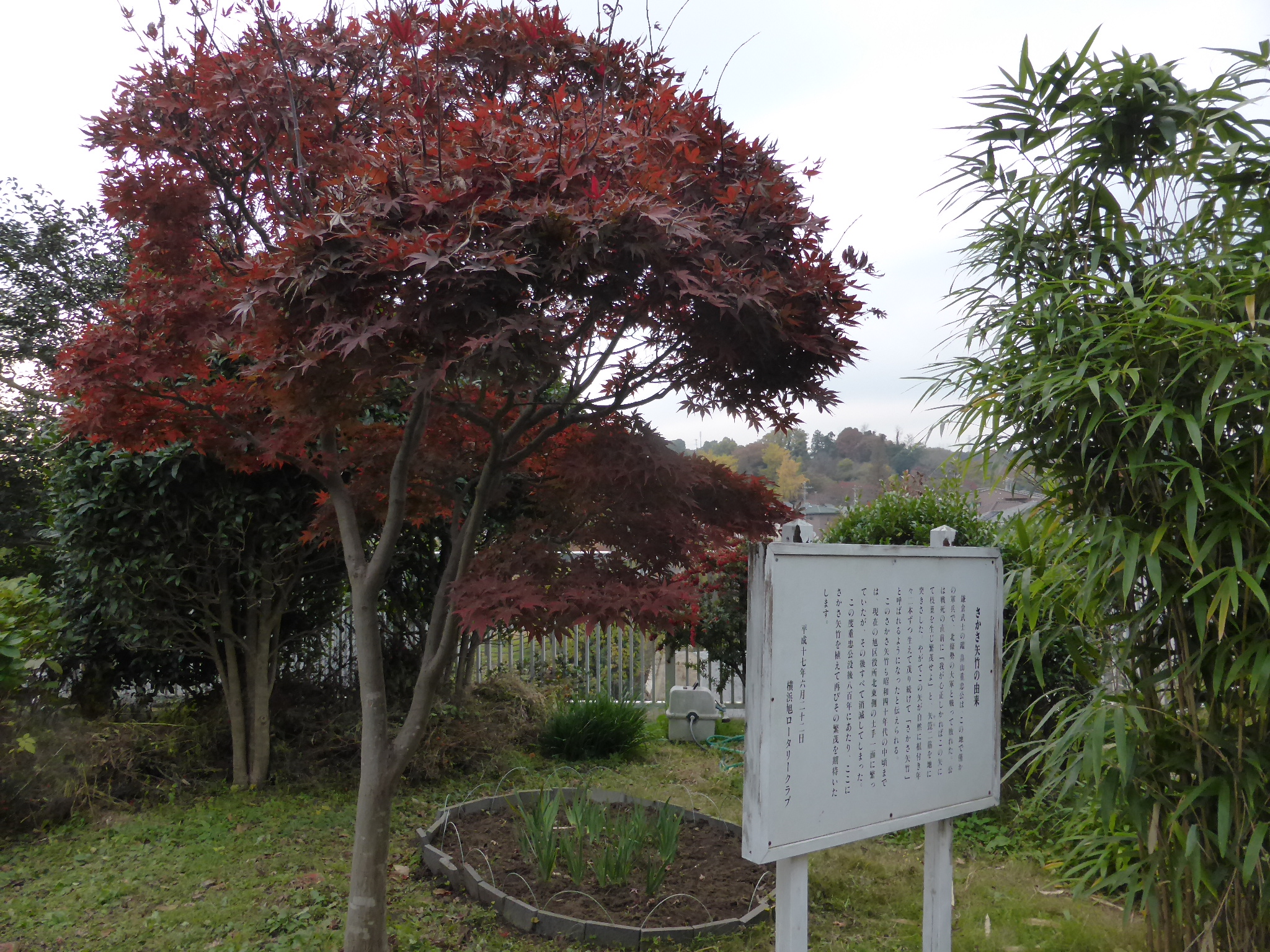
さかさ矢竹（神奈川県横浜市・旭区役所近く）
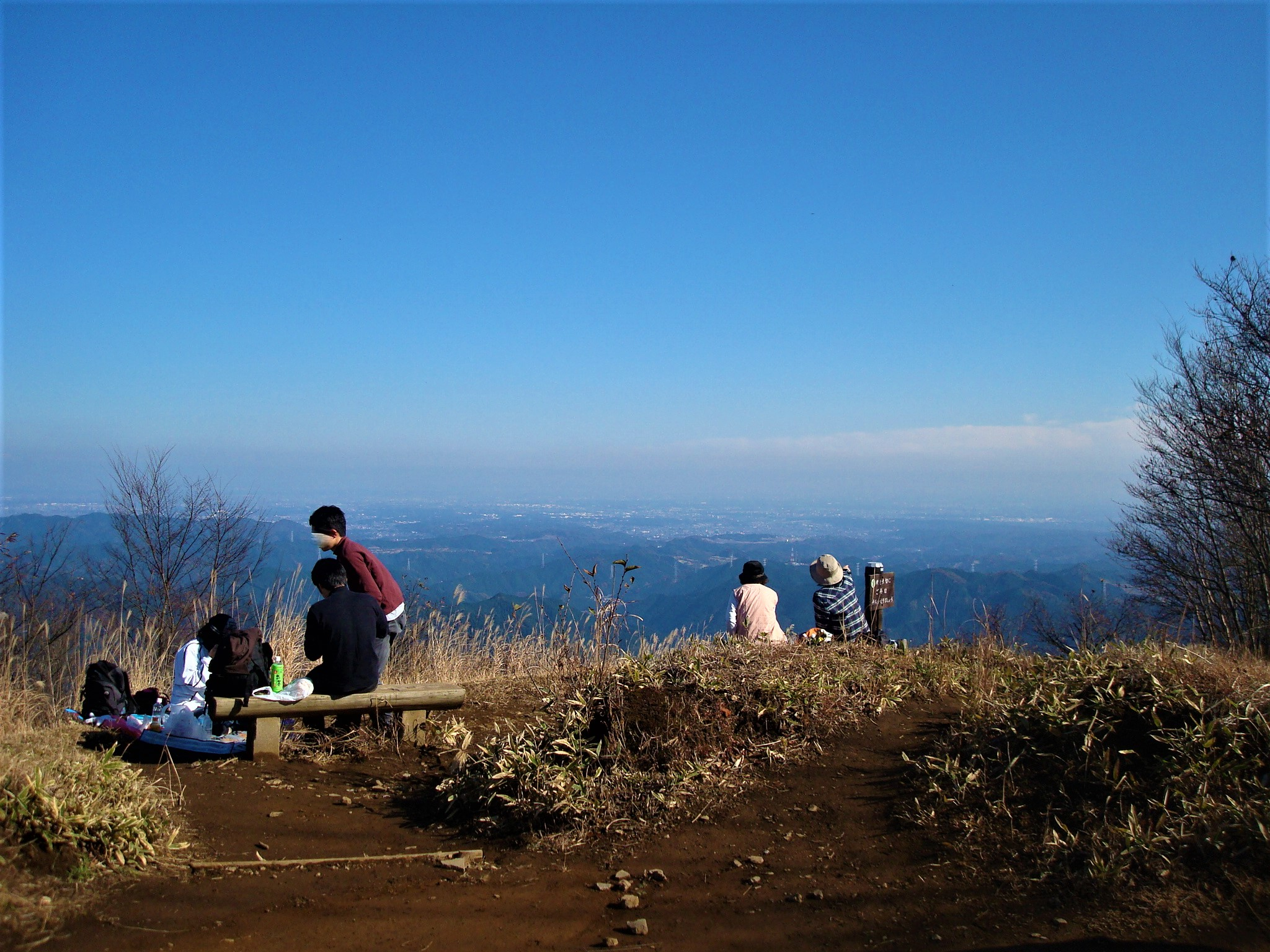
畠山重忠所縁の棒ノ折山

## 関連事項

### 文化財
- 赤糸威大鎧 ：日本三大大鎧の一つ。畠山重忠の奉納と伝えられる武蔵御嶽神社の宝物であり、国宝。下記の太刀とともに別項の一節「武蔵御嶽神社#文化財」も参照のこと。
- 黒漆太刀銘宝寿 ：重忠の奉納といわれる大小一対の太刀。武蔵御嶽神社の宝物で、国の重要文化財。

### 史跡・施設
- 畠山重忠公史跡公園（埼玉県深谷市畠山）：畠山館跡（重忠生誕の地）、墓所。
- 菅谷館跡（埼玉県比企郡嵐山町） ：重忠の居館であった菅谷館の遺跡。
  - 埼玉県立嵐山史跡の博物館 ：菅谷館跡に建設されている博物館。
- 二俣川・鶴ヶ峰古戦場（神奈川県横浜市旭区）：鶴ヶ峰住民と埼玉県川本村の有志によって建立された畠山重忠公碑などがある（詳細は「二俣川#畠山重忠と史跡（二俣川古戦場）」および「鶴ヶ峰#史跡」を参照）。これらは横浜市登録地域文化財に登録されている[20]。
- 川浦温泉：重忠が腹痛を起こした夜の夢枕によって発見したとされる温泉[21]。

#### その他の伝説が残る地
- 大六天（埼玉県飯能市）：側にある白樫の根元には、「重忠の墓」という伝説が残る「板石塔婆」が食い込んでいる。
- 士峰山（埼玉県比企郡小川町上古寺）：首塚があり、畠山重忠墓と伝わる。
- 畠山神社（岩手県下閉伊郡田野畑村）：源義経討伐の命を受けた重忠が立ち寄り、「鹿（しし）踊り」を伝えたとされる。
- 畠山（神奈川県三浦郡葉山町）：重忠が治承4年（1180年）に衣笠城を攻めた際に布陣したとの伝説が残る丘陵。
- 棒ノ折山（埼玉県飯能市）：重忠が杖にしていた石の棒をへし折ったことが由来とされている。
- 上行寺（富山県富山市楡原）：伝承によると重忠の子、六郎が父の菩提を弔うために建立したとされる。楡原地区には六郎が建てたと伝えられる重忠の供養塔も残っている[22]。